# Vrtni puh
Vrt puh (Eliomys quercinus) je glodavac u porodici gliridae.

## Značajke
Vrtni puhovi su obično dugi od 10 do 15 cm, a teški su od 60 do 140 g. Krzno im je sivo ili smeđe osim bijelog trbuha. Vrtni puh se može prepoznati po crnim mrljama oko oka, relativno velikim ušima, kratkoj dlaci i bijelom kraju repa.

## Raspon i stanište
Unatoč svom imenu, vrtnom puhu je glavno stanište šuma, iako se također mogu naći u voćarskim krajevima. Osobito je čest u južnoj Europi. Na balkanskom poluotoku vrtni je puh ograničen samo na područje uz obalu Jadranskog mora. Živi i u sjevernoj Europi pa se vrtni puhovi često nalaze u Alpama, bavarskim šumama i Ore planinama. Ova vrsta je prisutna u sjevernoj Njemačkoj, ali brojčano nije sposobna za reprodukciju velikih razmjera. U susjednoj Nizozemskoj vrtni puh je gotovo izumro: 2007. istraživači su izvjestili da su u dvije šume u pokrajini Limburg gdje su nekada vrtni puhovi bili česti, našli samo 9 jedinki te vrste. Objasnili su to monotonijom krajolika te klimatskim promjenama koje prekidaju hibernaciju. 

## Način života
Vrtni puhovi su prvenstveno noćne životinje kada traže hranu, a tijekom dana spavaju u gnijezdima. Osim na drveću često se zadržava i na tlu u grmlju i šikarama. U krškom području nalazimo ga u suhozidima i po vrtovima. Gnijezdo gradi u dupljama drveća ili pukotinama stijena. Uglavnom jedu veće insekte poput skakavaca i žohara, puževe, jaja, male glodavce, ptice i pauke te bobice, voće, orašaste plodove poput žira i bukvice. U opasnosti može odbaciti kožu s repa ili čitav rep. Izuzetno je otporan na zmijski otrov. Razdoblje parenja traje od travnja do lipnja. Tijekom tog vremena ženka pokazuje svoju spremnost za parenje glasnim cviljenjem. Uglavnom se kote u leglima od tri do sedam mladih nakon graviditeta od 23 dana. Slijepi i goli pri okotu, otvaraju oči tek nakon oko 18 dana, a prestanu sisati nakon mjesec dana. Osamostale se s dva mjeseca, ali ne dosegnu spolnu zrelost do iduće godine. Životni vijek im je od oko pet godina. Za vrtnog puha nije neobično da pojede nekog od svojih nesretnih suparnika tijekom sezone parenja. Kanibalizam se također može povremeno primijetiti nakon buđenja iz zimskog sna.

## Klasifikacija
Na otocima Sredozemnog mora podvrste vrtnog puha sve su rjeđe. To su Sardinijski vrt puh, Sicilijanski vrtni puh, Liparijski vrtni puh, Balearski vrtni puh i Islandski vrtni puh koji je poznat po svojem velikom crnom repu. 
Na području jadranskog priobalja prisutna je podvrsta vrtnog puha pod nazivom krški puh -Eliomys quercinus dalmaticus (Đulić et Felten, 1962). 
Populacije zapadne Azije i sjeverne Afrike nedavno su razdvojene u zasebne vrste Eliomys melanurus.

## Zaštita
Vrtni puh uvršten je na Dodatak III Bernske konvencije. Prema IUCN kategorizaciji u Europi se smatra osjetljivom vrstom (VU). U Hrvatskoj, međutim, prema najnovijem Crvenom popisu sisavaca Hrvatske pripada među niskorizične vrste (NT).

## Vanjske poveznice
"Eliomys quercinus (Linnaeus, 1766)"
Prirodoslovno-matematički fakultet Sveučilišta u Zagrebu, Kategorizacija i inventarizacija florističkih i faunističkih vrijednosti Parka prirode “Vransko jezero”, 2004.   Arhivirana inačica izvorne stranice od 29. prosinca 2009. (Wayback Machine)